# Allodium Cronheim
An der Stelle des historischen Pfarrhofs in Cronheim stand ursprünglich das möglicherweise um 1140 errichtete und bewehrte Allodium des Rittergutes Cronheim. Es ist Teil der ehemaligen Vorburg des Schlosses Cronheim. Die Grund- und Erdgeschossmauern des Herrenhauses wurden vom fürstbischöflichen Bauinspektor Matthias Seybold beim Umbau 1749 teilweise wiederverwendet. Es ist damit eines der ältesten Gebäude am Ort. Der zweigeschossige verputzte Walmdachbau besitzt fünf zu vier Fensterachsen.

## Lage
Das Allodium befindet sich im Ortszentrum von Cronheim westlich von Gunzenhausen im mittelfränkischen Landkreis Weißenburg-Gunzenhausen. Auf der gegenüberliegenden Straßenseite befindet sich die ehemalige Judenschule und Synagoge des Ortes. Hofseitig ist es dem Schloss Cronheim zugewandt und ist Teil der Vorburg.

## Erhaltungszustand – Allodium
Vom ehemaligen, bewehrten Allodium stehen noch beträchtliche Gebäudereste, wenn dies auch nicht auf den ersten Blick erkennbar ist. Dieser glückliche Umstand ist nebst den verzwickten Eigentumsrechten dem genialen Architekten Matthias Seybold zuzuschreiben, der es unter Einbeziehung großer Gebäudereste des Vorgängerbaus geschickt verstand, das hochmittelalterliche Allodium in einen für diese Epoche zeitgemäßen Profanbau umzubauen. Dabei kürzte er die Mauer im Westen auf die heutige Länge des Gebäudes, erhielt sowohl die gesamte Süd- als auch die Ostmauer, letztere komplett einschließlich der anschließenden ehemaligen Ringmauer, die auch im Norden noch vollständig erhalten ist inklusive des Osttors, obgleich der Torbogen darüber entfernt worden ist. Die von Seybold ebenfalls erhaltene Ringmauer im Westen mit Hoftor wurden erst bei Renovierungsarbeiten 1982 beziehungsweise 1999 beim Bau des Kindergartens entfernt. Selbst Zwischenwände des ehemaligen Wirtschaftshof blieben in gekürzter Form erhalten und dienten nach Plänen Seybolds als Back- und Waschhaus. Die in gekürzter Höhe erhaltenen Erdgeschossmauern der Zehntscheune im Westen und Süden mussten auf Weisung der Stadt Gunzenhausen gar erst im März 2019, mit wenig Bedacht auf ihre historische Funktion, einem Holzlattenzaun weichen. Von 2016 bis 2021 wurde das Baudenkmal umfangreich saniert. Für die besondere denkmalpflegerische Leistung wurde es 2021 mit dem Denkmalpreis des Bezirks Mittelfranken ausgezeichnet.

## Geschichte

### Das Allodium

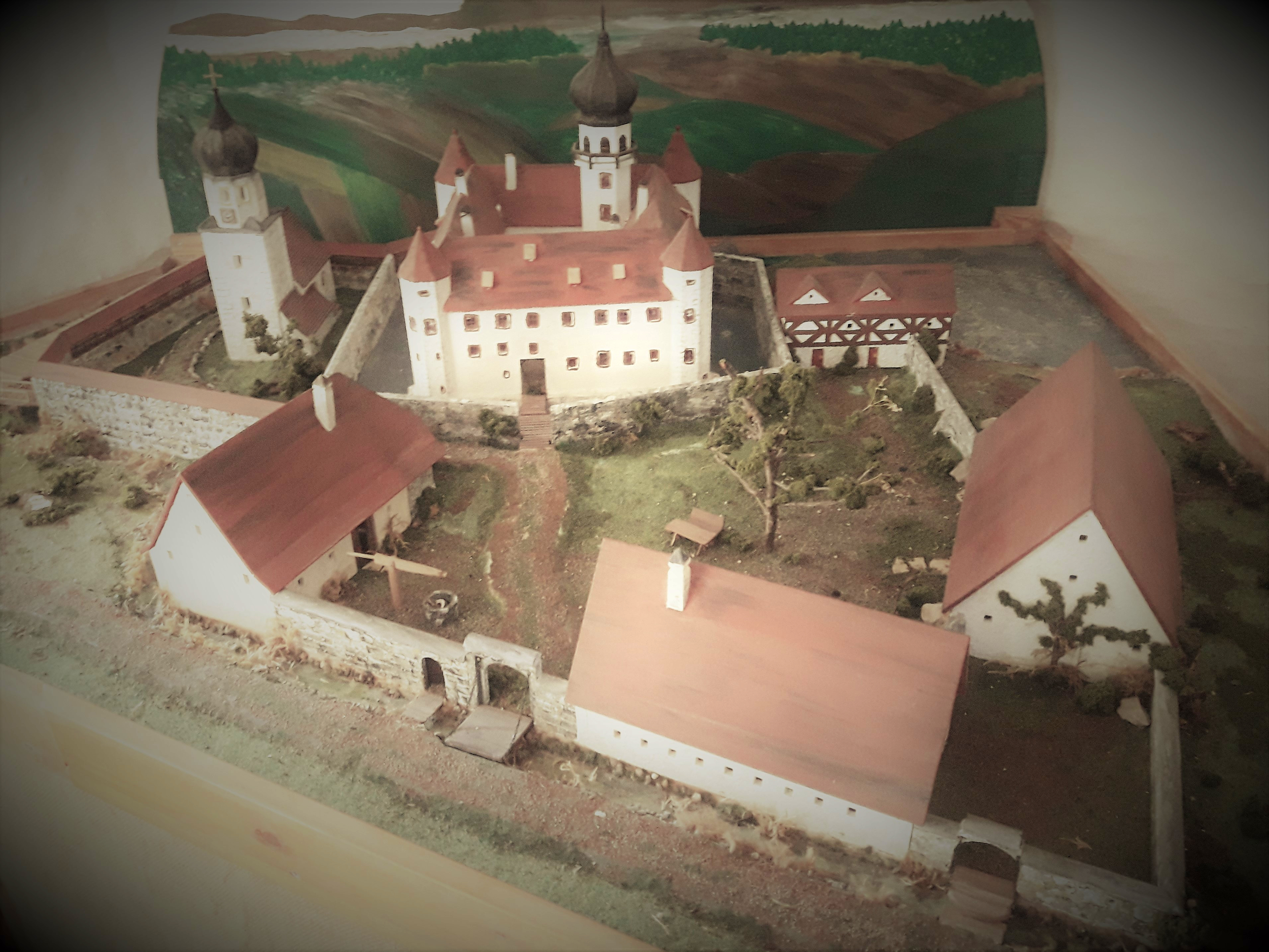
Modell der Schlossanlage Cronheim.

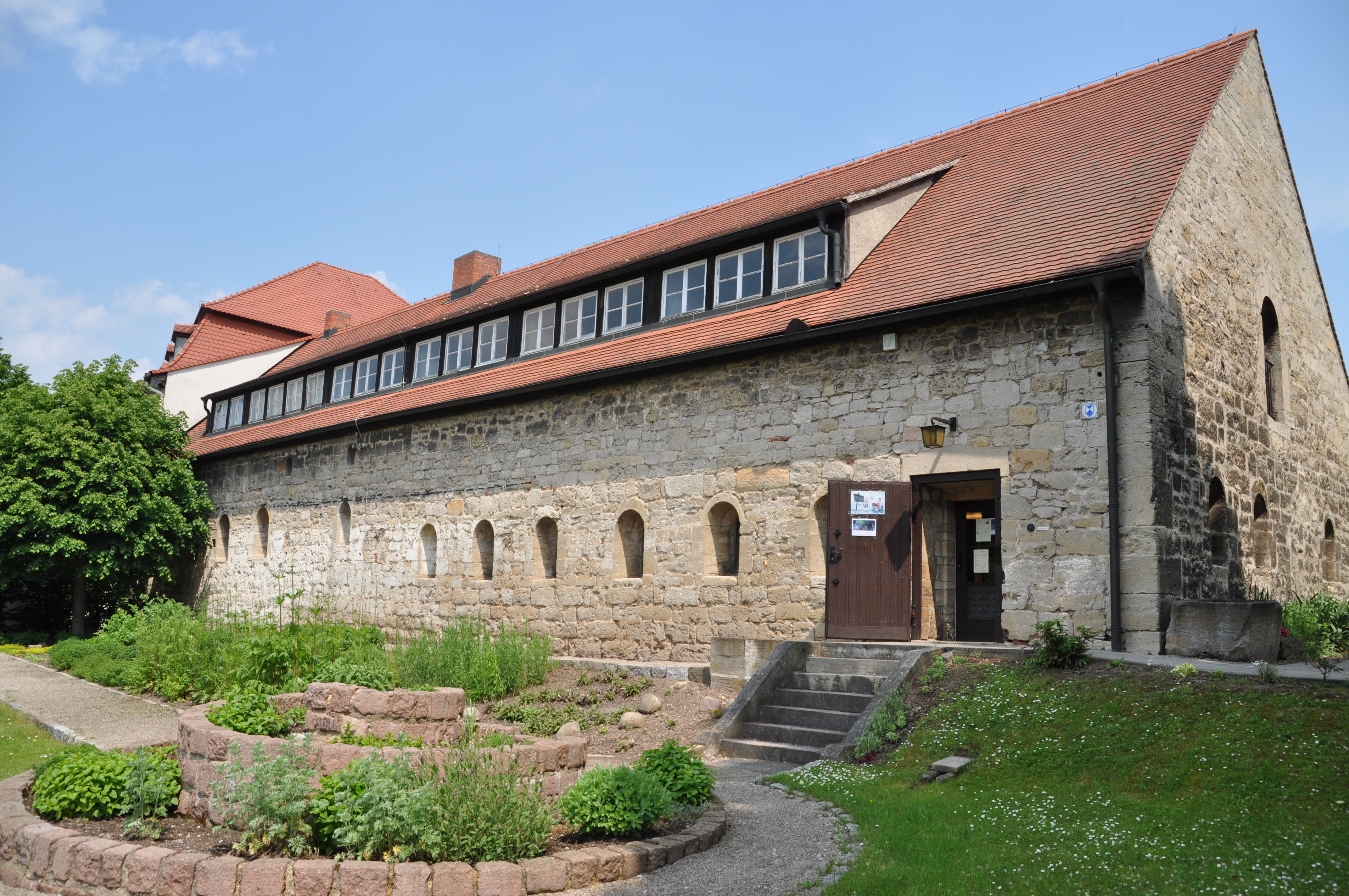
Romanisches Haus Bad Kösen – so ähnlich sah wohl das Allodium Cronheim im 12. Jahrhundert aus

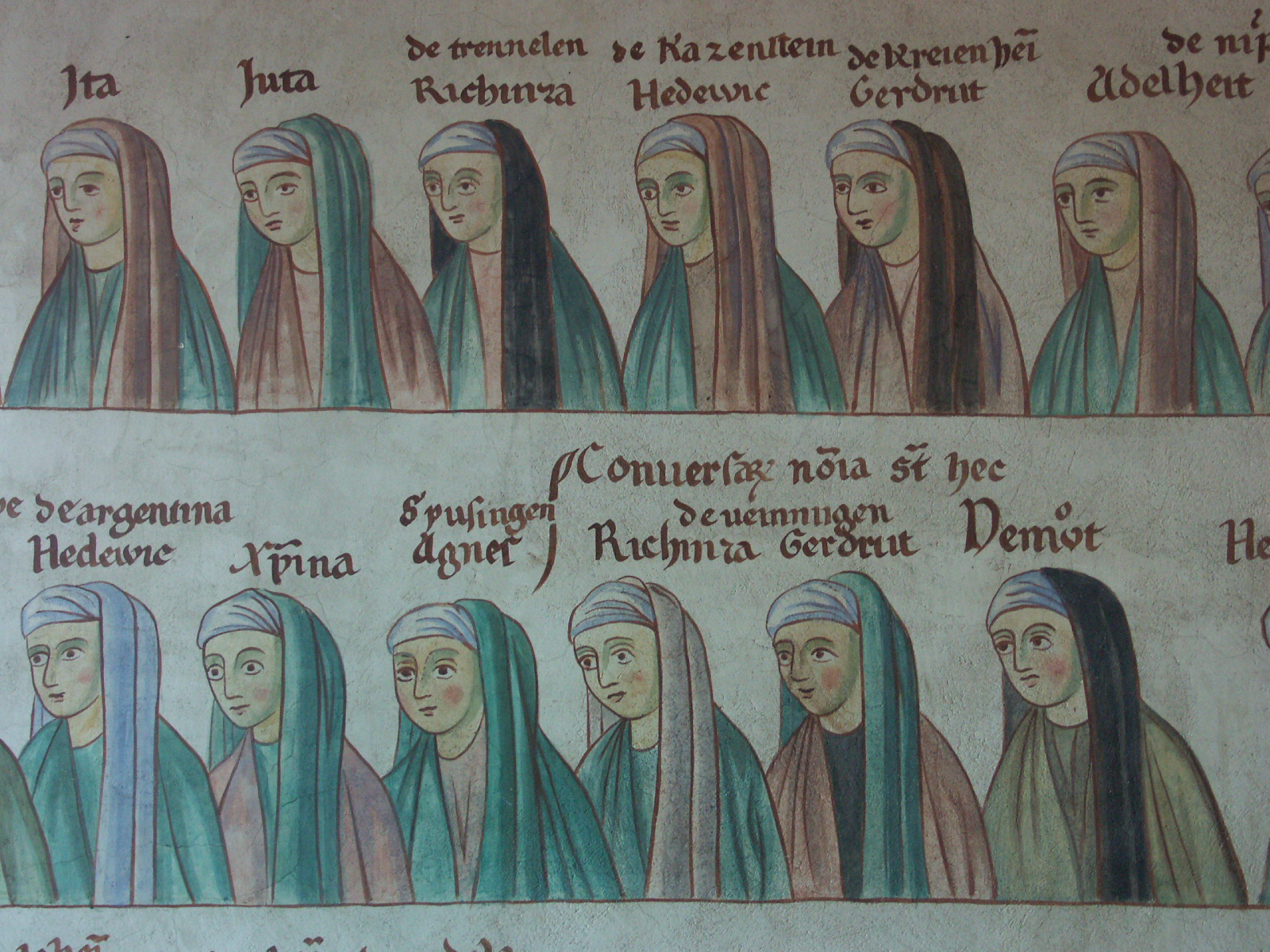
Getrud von Cronheim (1. Reihe, 2. v. R.)

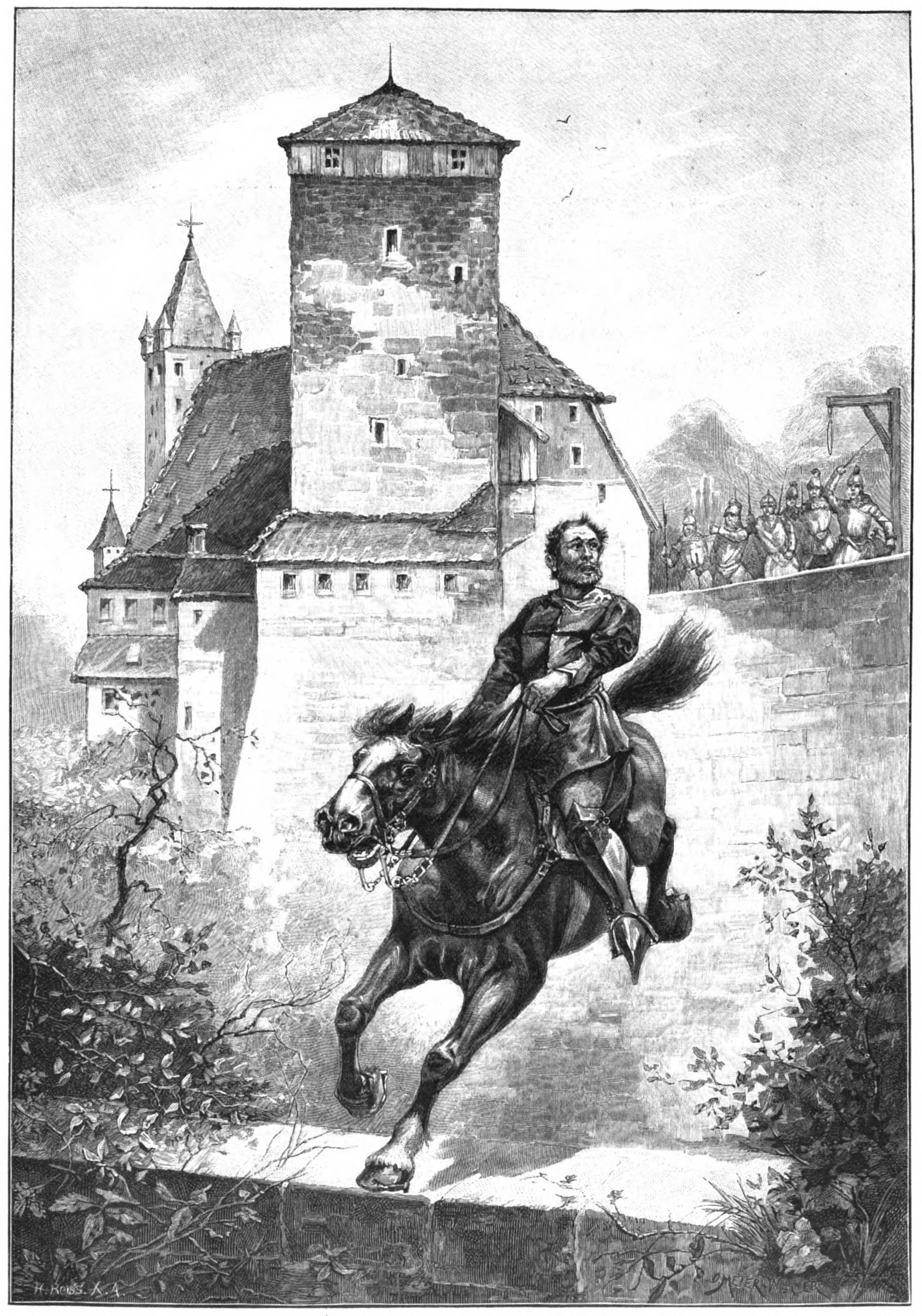
Raubritter Eppelein von Gailingen – hielt sich u. a. im Allodium Cronheim versteckt

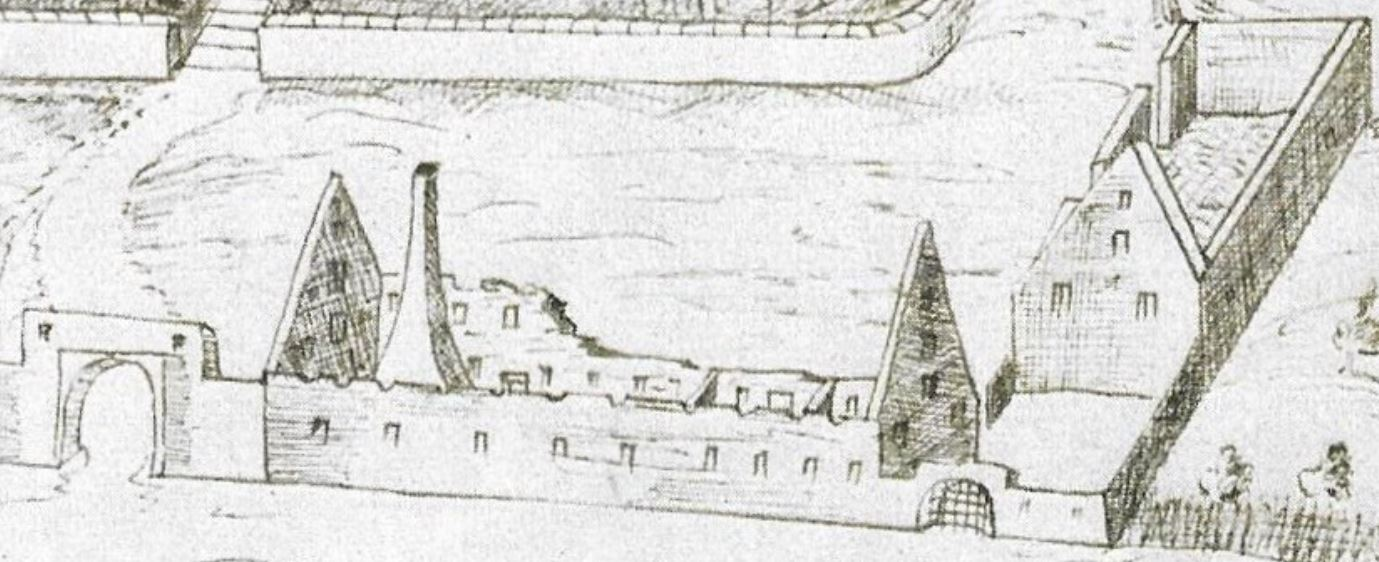
Das Allodium mit Zehntscheune, Innenhof, eigener Ringmauer und Tor nach der Zerstörung 1632. Links davon das Tor zur Vorburg. Im Hintergrund der enorme Schlosshof

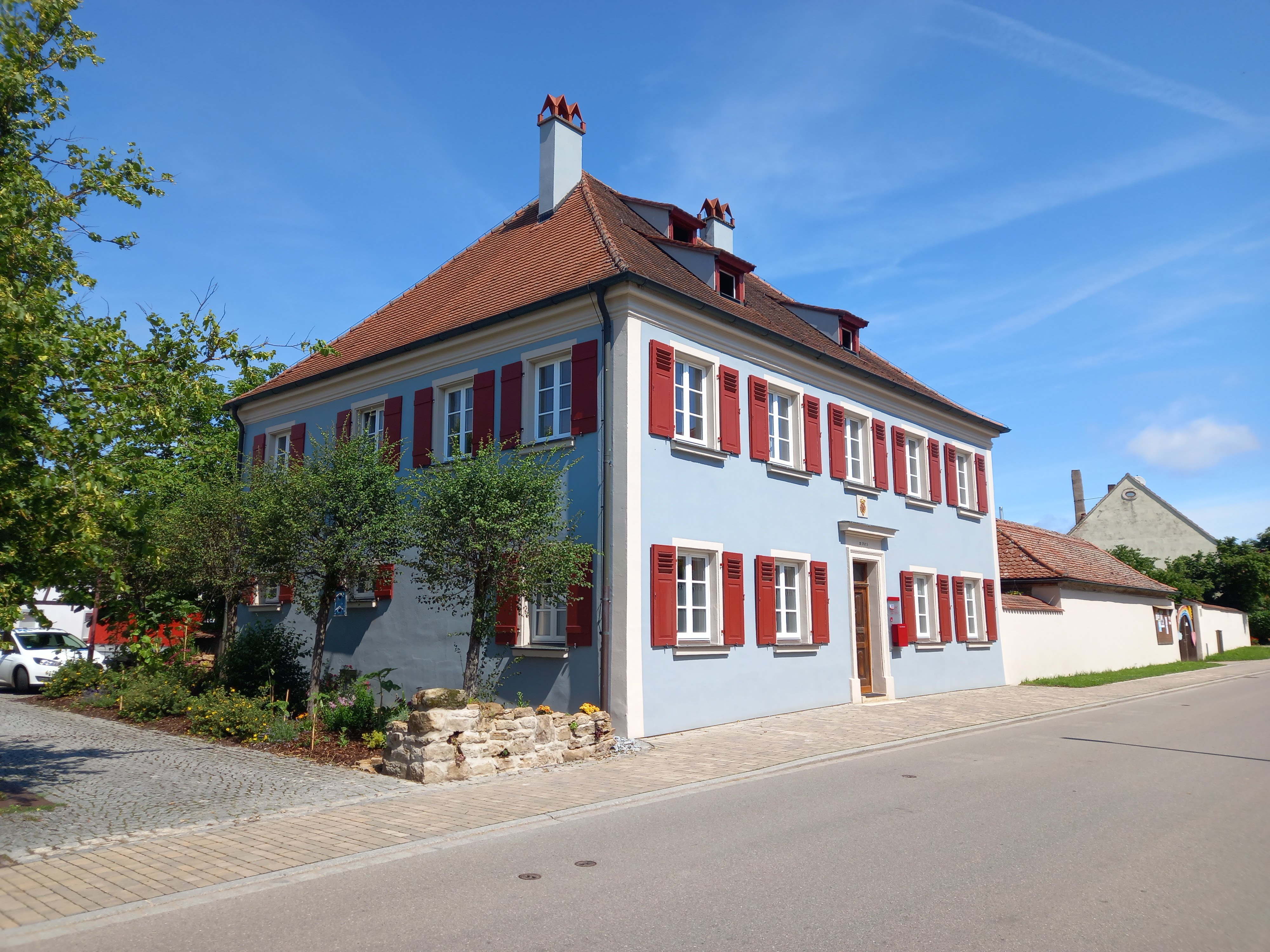
Pfarrhof mit Teilen der alten Ringmauer der Vorburg. Das Tor zum Innenhof des Allodiums (heute Hoftor des Kindergarten).

Die Gründung des Ortes Cronheim geht wohl auf den ursprünglichen Meierhof, der zum Kloster Heidenheim gehörte, zurück. Durch Burchard von Cronheim, der bei einer Schenkung des Wolftrigel und Diemo von Fronhofen als Zeuge im Schenkungsbuch der Propstei Berchtesgaden genannt wird, trat urkundlich um 1140 ein Ortsadel in Erscheinung. Nach bisheriger Meinung wird das Gebäude als der Wirtschaftshof (Allodium) des danebenstehenden Schlosses Cronheim angesehen. Neueste Untersuchungen deuten jedoch darauf hin, dass die Anlage möglicherweise als ein Königshof der Staufer konzipiert wurde. Als gesichert gilt, dass der Bau des befestigten Rittergutes der ausdrücklichen Genehmigung des Königs bedurfte, der das Burgenbauregal besaß oder dass der Bau vom König selbst veranlasst wurde. Cronheim war ein reichsfreies Rittergut, das somit ursprünglich keiner landesherrlichen Besteuerung unterworfen war. Dazu gehörten sowohl die Niedere als auch die Hohe Gerichtsbarkeit. Der Gerichtshof befand sich etwa 15 Meter südlich vom Herrenhaus.
Der Standort des Allodiums richtete sich nach dem damaligen Straßennetz, das, zumindest als einfache Wege weiterbestehend, auf die römischen Militärstraßen zurückging, die sich an dieser Stelle kreuzten. Eine Route führte von Nordwest/Südost von Rothenburg ob der Tauber über Herrieden, Arberg, den Limes bei Cronheim kreuzend nach Süden über Gnotzheim nach Regensburg beziehungsweise über Weißenburg nach Eichstätt und Ingolstadt. Eine weitere Route von Nordosten nach Südwesten führte von Nürnberg über Schwabach, Cronheim, Oettingen, Nördlingen nach Ulm beziehungsweise den Rangau umgehend nach Göppingen. Die günstige Verkehrsanbindung darf als ein Hinweis für die Königshoftheorie angesehen werden. Ob das Allodium, heute eher als Wirtschafts- oder Gutshof bezeichnet, sofort in Massivbauweise oder zunächst in Holz errichtet wurde, ist nicht bekannt. Spätestens vor der zweiten Hälfte des 14. Jahrhunderts stand an dieser Stelle ein massives Wohnhaus, das mit eigener Ringmauer, Tor und Graben bewehrt war. Das Aufkommen von Feuerwaffen zu dieser Zeit erschwerte die Verteidigungsfähigkeit der kleinen Burg Cronheim. Hans von Cronheim sah sich nun veranlasst, die Wehrhaftigkeit der Anlage zu verstärken sowie die Lagerkapazität zur Lagerung der Zehntabgaben zu erweitern. Er entschied sich, die Nord-Süd-Achse des Herrenhauses in Richtung Süden bis zum damaligen Amtsknechthaus (heute Werkstätte der AWO) mit einer Ringmauer zu verlängern und eine zusätzliche Toranlage mit Zugbrücke einzubauen. Da die Zehntscheune bei einem Konflikt mit seinen Verwandten Heinrich und Hartung von Wiesenthau 1397 in Flammen aufging, errichtete Hans von Cronheim eine neue Zehntscheune im Norden der Anlage, die sich an die Ringmauer des Allodiums anschloss und diese gegen Osten teilweise ersetzte. Die Grundmauern der alten Zehntscheune wurden verstärkt, der ebenerdige Zugang vermauert und das Gelände aufgefüllt. Darauf errichtete er einen Wohnturm. Die Kirche St. Maria Magdalena wurde um 1411 zu einer Wehrkirche ausgebaut. Zeitgleich dürfte nach Schäfer auch der Wohnturm der neuen Wasserburg, erfolgt sein die er durch eine große Vorburg mit Schlosshof in Richtung Osten zusätzlich schützte. Spätestens ab diesem Zeitpunkt diente das des Allodiums nicht länger als Sitz der Herren von Cronheim, die mittlerweile in die von ihnen errichtete Wasserburg umgezogen waren. Das alte Herrenhaus des Rittergutes war nun von der Ortsherrschaft als Patronatsherr an die Kirche vermietet, die darin ihr Pfarrhaus einrichtete.
Hans von Cronheim und der Dorfpfarrer von Cronheim aus dem Geschlecht derer von Bernheim werden als Helfer des berüchtigten Raubritter Eppelein von Gailingen genannt. In den Prozessakten ist darüber vermerkt: „Item zu Cronheim sind sie uber naht gewesen und Hensel zu Cronheim hat sie gehauset. Item der pfaff vor derselben purg hielt sie auch, der ist der Bernheimer veter...“ Das Verwandtschaftsverhältnis des Pfarrers legt nahe, dass Eppelein von Gailingen zusammen mit seinem Schwiegersohn (Ehemann seiner Tochter Anna) Hermann von Bernheim und dessen Bruder Dietrich im Allodium Unterschlupf fanden, wo auch ihr Vetter lebte. Aus dem Lehensbuch des Gerlach von Hohenlohe-Hohenlohe wird das Verwandtschaftsverhältnis noch etwas deutlicher. Darin ist beschrieben, dass „Ekkelin Geyling von Walde und her Hermann von Bernheim" gemeinsam ein Drittel des Zehnten zu Berltesheim“, den zuvor „des Swarzzen Geylinges“ innehatte. zu Lehen hatten. Demnach teilten Eppelein von Geilingen und Hermann von Bernheim sich dieses Erbe. Hermann von Bernheim ist darüber hinaus als Dienstmann des Gerlach von Hohenlohe genannt. Die Geschichte wurde 2008 nach dem Drehbuch von Peter Klewitz unter dem Namen Ekklins Knecht verfilmt. Hans von Cronheim, gespielt von Klaus Jugl, wird darin als Verräter des Eppelein dargestellt, was den wirklichen Geschichtsverlauf wohl nicht korrekt wiedergibt. 1397 wurde die Zehntscheuer in einer Fehde des Hans von Cronheim mit Heinrich und Hartung von Wiesenthau niedergebrannt. Das Wohngebäude scheint davon verschont geblieben zu sein. Auch als 1403 der Nürnberger Burggraf Johann III. angeblich die Wasserburg Cronheim zerstörte, wird nicht berichtet, dass dabei auch das Allodium zerstört wurde.
Um 1477 erweiterte Wilhelm von Cronheim die Gesamtanlage gegen Süden, indem er die Ortskirche St. Maria Magdalena zu einer Wehrkirche ausbaute, wodurch eine weitere Vorburg zum Schutz der Wasserburg entstand. Damit erstreckte sich die Gesamtfläche der Anlage inklusive der beiden Vorburgen (ohne Weiher) auf nahezu 8000 m².
Bis 1560 war Cronheim eine katholische Pfarrgemeinde, die durch die Einführung der Brandenburgischen Kirchenordnung zum Protestantismus wechselte. Der damalige Pfarrer und Bewohner des Ritterguts, Georg Haß, nach Ried Johann Haß, hatte bereits 1558 unter dem Schutz des Hauses Brandenburg-Onolzbach seine Köchin im benachbarten Stetten geheiratet. Am 23. Mai 1564 beklagte sich Pfarrer Haß über den Zustand seiner Behausung im Pfarrhof Cronheim. Er gab an, dass er bereits vor 1560 in das Frühmesshaus umgezogen sei (es lag schräg gegenüber vom Pfarrhof zwischen den heutigen Häusern Nr. 67 und 68), da das Pfarrhaus baufällig geworden war. Nun sei aber auch das Frühmesshaus baufällig. Ferner gab er an, dass die Herren von Leonrod, die nun Eigentümer des Rittergutes waren, ihn aus dem Frühmesshaus vertreiben wollten, sein Einkommen von 80 Gulden aber nicht ausreiche, die Renovierungsarbeiten selbst durchführen lassen zu können. Der Markgraf versprach am 28. Mai 1564, sich bei den Herren Leonrod für die Ausbesserung des Pfarrhofes zu verwenden, doch noch 1571 waren keine Arbeiten daran erfolgt. Am 23. Oktober 1573 starb Pfarrer Haß. Unter den Herren von Leonrod wurde die bescheidene Wasserburg weiter ausgebaut. Gegen Westen errichteten sie den oktagonalen „Hungerturm“ den sie mit dem nebenstehenden Wohnturm verbanden. Ebenfalls entstand ein Tor mit Torhaus.
1580 kam das Rittergut Cronheim an Sebastian Neustädter genannt Stürmer, der es bereits 1592 inklusive der von ihm zwischenzeitlich erworbenen Pfarrei und der Frühmesse von Cronheim an seinen Schwager Friedrich von Eyb zu Eybburg weiterverkaufte, der das Schloss Cronheim aufwendig umbauen ließ. Er erbaute auch 1602 freiwillig und auf eigene Kosten die erste Schule in Cronheim. Die Ausgaben für den Ausbau des Schlosses führten zu finanziellen Problemen, so dass er gezwungen war, Teile seiner Besitzungen zu verpfänden. Dies hatte auch Folgen für die dringend notwendigen Reparaturen am Allodium, die wohl daraufhin weiter aufgeschoben wurden. Trotz der hohen Schulden ließ Friedrich von Eyb nicht von seiner Gönnerhaftigkeit für Cronheim ab. Ihm verdankt die Gemeinde auch den Friedhof, den er 1609 errichtete, und die denkmalgeschützte Friedhofskapelle St. Anna. Veit Erasmus von Eyb verkaufte das Schloss Cronheim 1617 an Johann Philipp Fuchs von Bimmbach. Als 1626 Kaiser Ferdinand II. gegen ihn die Reichsacht verhängte, wurde das Gut Cronheim eingezogen. Ferdinand II. übertrug es an Graf Nikolaus Fugger zum Ausgleich einiger Forderungen und mit der Bedingung, dass „die katholische Religion in diesem Orte in Ewigkeit nicht geändert werden dürfe“. Die im 16./17. Jahrhundert wechselnde Glaubensrichtung des Ortes Cronheim führte zeitweise dazu, dass sowohl ein katholischer als auch ein protestantischer Pfarrer Anspruch auf die Ortskirche erhob. Der protestantische Pfarrer Johann Boeckler, Vater der berühmten Gebrüder Boeckler, sollte nun aus dem Ort vertrieben und durch den katholischen Priester Wagner ersetzt werden, der im alten Pfarrhof Quartier bezog. Unter dem Glaubensstreit zwischen der protestantischen Markgrafschaft Brandenburg-Ansbach und dem Eichstätter Bischof geriet Boeckler zunehmend unter Druck. Der Vater, der seine Kinder zeitweise selbst unterrichtete, wurde 1628 im Zuge der vom „Hexenbischof“ Johann Christoph von Westerstetten energisch betriebenen Gegenreformation zum Amtsverzicht gezwungen und 1634 endgültig aus Cronheim vertrieben. 1630 war es Westerstetten gelungen das Gut Cronheim für 36.000 flandrische Gulden zu erwerben. Nicht nur Boeckler auch die in Cronheim ansässigen Juden ließ Westerstetten vertreiben. Boeckler war der letzte evangelische Pfarrer von Cronheim. Seine Söhne Johann Heinrich Boeckler (* 13. Dezember 1611 in Cronheim; † 12. September 1672 in Straßburg) und der Architekt und Erfinder Georg Andreas Böckler (* um 1617 in Cronheim; † 21. Februar 1687 in Ansbach) erlangten Berühmtheit. Johann Heinrich wurde gar 1663 durch Kaiser Ferdinand III. zum kaiserlichen Rat und Pfalzgrafen ernannt. Ob der alte Pfarrhof das Geburtshaus der Gebrüder Boeckler war, wie allgemein beschrieben, ist umstritten, da sich zur fraglichen Zeit der alte Pfarrhof in einem sehr schlechten Bauzustand befand und deshalb das Frühmesshaus als Wohnhaus vorgezogen wurde.
Größere Umbauten am Gutshof scheint es seit der Beschwerde von Pfarrer Haß 1564 nicht gegeben zu haben, denn auch Wagner beklagte sich bitterlich über den Bauzustand des Gebäudes. Am 6. Januar 1631 schrieb er an den Fürstbischof von Eichstätt, dass er nur „mit Lebensgefahr“ darin wohnen könne, da der Pfarrhof nur noch stünde, weil er auf vier Stützen hänge. Ausbesserungsarbeiten wurden nun genehmigt, aber nicht ausgeführt. Der Grund dafür darf im Besitzverhältnis des Herrenhauses vermutet werden, welches zur Ortsherrschaft als Patronatsherr gehörte und lediglich der Kirche als Pfarrhaus vermietet wurde.
Nach einem Bericht aus dem Jahre 1635 waren infolge des Dreißigjährigen Krieges in Cronheim neben dem Pfarrhof lediglich die Kirche, die Schmiede und die Ziegelhütte unversehrt geblieben, was den Angaben des ehemaligen Vogtes Grünwinklers widerspricht, der beschrieb, dass die Vorburg beim Einbruch der Truppen Gustav Adolfs in die Gegend von der kaiserlichen Gegenpartei unter Johann T’Serclaes von Tilly 1632 zunächst vollständig ausgeraubt wurde, bevor sie 1633 mit dem Dorf niedergebrannt wurde; ob von schwedischen oder kaiserlichen Truppen, war nicht belegbar. Dieser Widerspruch ist vermutlich darauf zurückzuführen, dass der Pfarrer nicht im eigentlichen Pfarrhof, sondern im Frühmesshaus wohnte und dieses als Pfarrhaus angesehen wurde. Erst mit dem Verkauf des Rittergutes durch die Herren Notthafft am 10. Januar 1671 gelang es Fürstbischof Marquard II. Schenk von Castell, das Gut mit dem daran gebundenen Patronatsrecht samt dem Grundbesitz des Rittergutes an das Bistum Eichstätt zu bringen. Somit ging nun auch das Eigentumsrecht am Allodium an das Bistum, das nun nicht länger Mieter, sondern Eigentümer der Anlage war. 1674 wurde der Platz teilweise von den Trümmern geräumt, das Haus zunächst jedoch nicht wieder aufgebaut. 1700 wurde deshalb im Schloss Cronheim, dass nun ebenfalls zum Bistum Eichstätt gehörte, die Meierei als Wohnung für den Pfarrer hergerichtet.

### Barockisierung – Der neue Pfarrhof
Nachdem das alte Herrenhaus des Allodiums bereits seit 1633 in Trümmern gelegen hatte, legte am 2. März 1748 der fürstbischöfliche Bauinspektor Matthias Seybold Pläne für den Um- beziehungsweise Wiederaufbau des alten Hofs im damals üblichen Stil des Spätbarock vor. Sein Plan sah vor, dass das Haus auf das zum Teil vorhandene Erdgeschoss des alten Herrenhauses aufgesetzt werden sollte. Dabei musste lediglich die Außenmauer gegen Norden von Grund auf neu errichtet werden. Es war geplant, selbst Hölzer und Dachziegel des alten Pfarrhofes wieder zu verwenden. Dank Seybold blieben dabei große Teile des mittelalterlichen Vorgängerbaus bis heute erhalten. Weiter sahen die Pläne Seybolds vor, das damals noch einstöckige alte Amtsknechtshaus (später Schulhaus und heute Werkstätte der AWO) als Stall des Pfarrhauses zu verwenden. Diese Pläne wurden von der Baukommission des Bistums Eichstätt genehmigt. Durch die geniale Einbeziehung wesentlicher Bauteile des mittelalterlichen Vorgängergebäudes konnte lediglich ein Jahr später, 1749, der nun barockisierte Pfarrhof unter dem Eichstätter Bischof Johann Anton II. von Freyberg eingeweiht werden. Das Haus scheint danach häufiger vernachlässigt worden zu sein. Klagen über den schlechten Zustand des Gebäudes finden sich ab 1865 regelmäßig. 1881 hieß es: „kein Haus im Dorfe sei so unansehlich wie das Pfarrhaus“. 1874 wird beschrieben, dass das Toilettenhäuschen, welches sich als kleiner Anbau aus Holz im Norden des Gebäudes befand, „nur unter Lebensgefahr“ zu betreten war. Umfangreichere Arbeiten am Gebäude fanden 1865, vor 1900 und wieder 1907, wobei auch das Dach gründlich ausgebessert wurde, statt. Dabei wurde wohl der bis dahin vorhandene Aufzugsgiebel entfernt und die Dachgauben durch einfache Dachfenster ersetzt. Doch weiter geschah nichts, sodass es nach Ried 1925 wieder das schäbigste Haus im Dorf war. Ähnliche Worte fand 1981 auch Pfarrer Woratsch. Er schrieb am 25. Mai 1981 an das Landesbauamt in Ansbach „Welch einen Eindruck macht es, wenn alle umliegenden Gebäude in bestem Zustand sind, das Pfarrhaus aber inmitten des Dorfes einen so schäbigen Eindruck macht.“ Daraufhin wurde das Gebäude unter anderem neu gedeckt, der Außenputz erneuert und gestrichen, das Traufgesims ausgebessert, der verbliebene Teil der alten Ringmauer im Westen abgetragen die Ringmauer im Osten wieder instand gesetzt. Pfarrer Woratsch war der letzte Pfarrer der im Pfarrhof von Cronheim lebte. Nach seinem Tod blieb das Pfarrhaus über 25 Jahre unbewohnt und verfiel daraufhin. 2009 bemühte sich die Gemeinde erneut den Pfarrhof zu sanieren. Nach einer Bauinspektion des Landesamtes für Denkmalschutz am 30. April 2009 wurden speziell die 1982 ausgeführten Arbeiten am Dach als mangelhaft beurteilt. Ein Finanzierungsplan wurde vom Eigentümer, dem Bistum Eichstätt abgelehnt die den historischen Pfarrhof daraufhin zum Verkauf anbot. 2016 fand sich schließlich ein Käufer für das inzwischen stark sanierungsbedürftige Gebäude.
Heute ist das Anwesen des historischen Allodiums geteilt. Der ehemalige Innenhof sowie die Grundmauern der Zehntscheune sind im Besitz der Gemeinde, die auf dem Gelände einen Kindergarten eingerichtet hat. Der Teil auf dem das Herrenhaus stand befindet sich heute im Privatbesitz. Bei den Renovierungsarbeiten wurde großen Wert auf die Erhaltung der historischen Bausubstanz gelegt und unsachgemäße Umbauten aus der erster Hälfte des 20. Jahrhunderts teilweise wieder auf den Originalzustand zurückgebaut. Die Sanierungsarbeiten konnten 2021 erfolgreich abgeschlossen werden. Als Anerkennung für die denkmalpflegerische Leistung wurde das Renovierungsprojekt mit dem Denkmalpreis des Bezirks Mittelfranken 2021 ausgezeichnet.

## Bauwerke

### Das Allodium

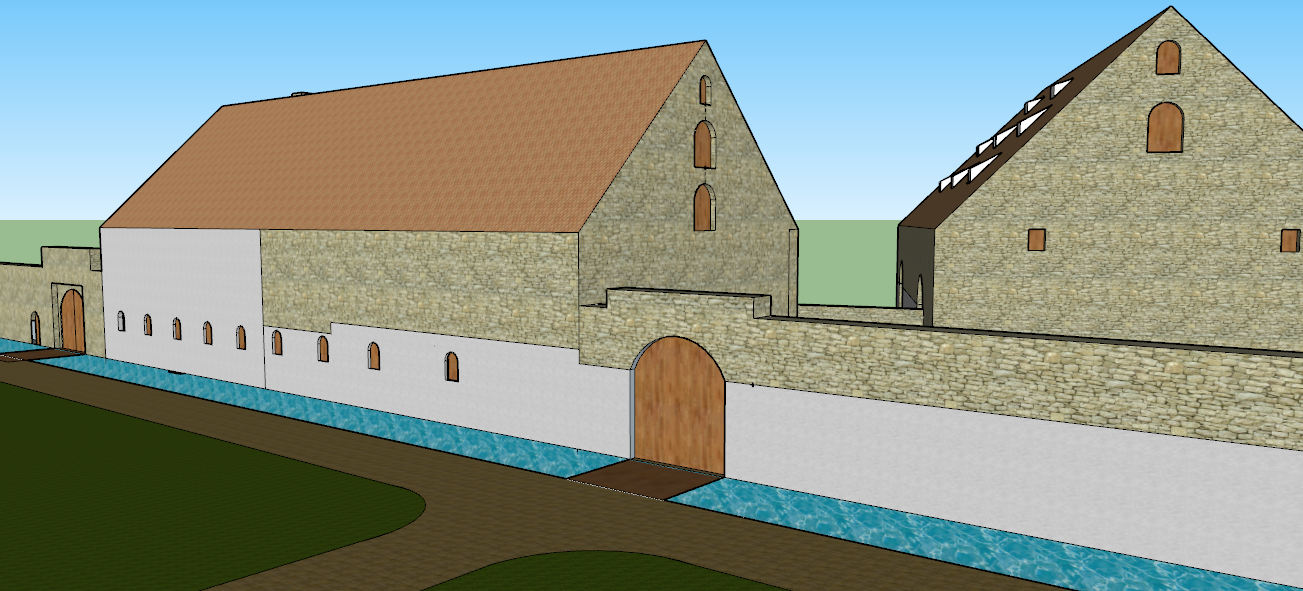
Allodium Cronheim 14. Jahrhundert. Hell dargestellt sind die Mauern der heutigen Konstruktionen.

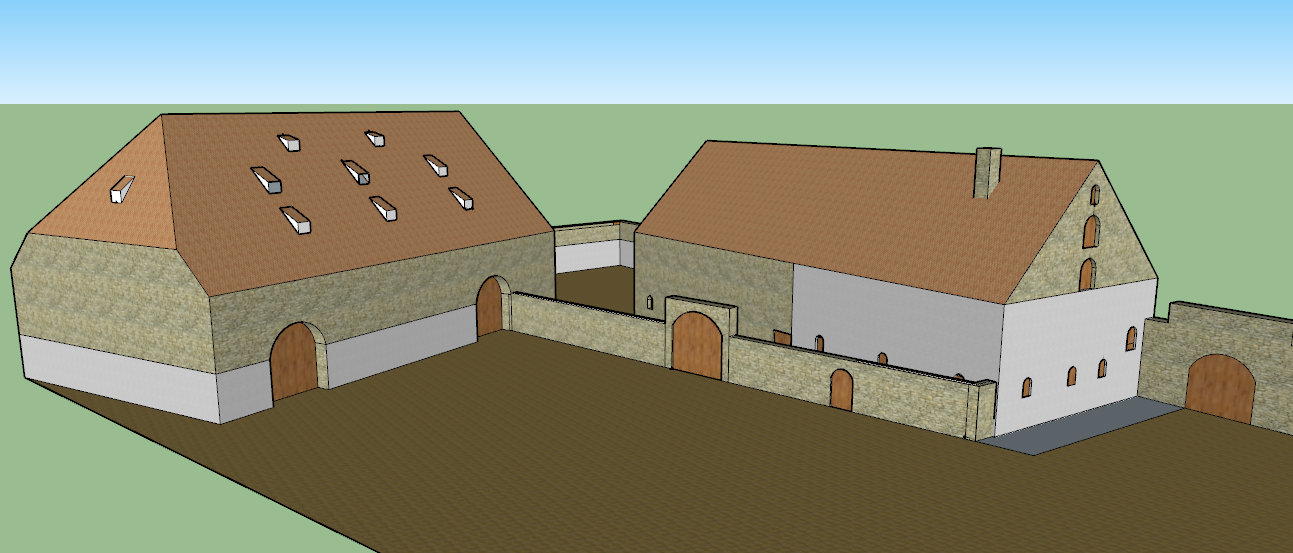
Ansicht von Westen. Links die Zehntscheune, rechts das Herrenhaus

Zum Allodium gehörten im 14. Jahrhundert neben einer eigenen Ringmauer ein Herrenhaus und die Zehntscheuer. Mit einer eigenständigen umlaufenden Ringmauer, die das Herrenhaus und die Zehntscheune verband, und dem Burggraben bildete dies einen eigenständigen Wehrkomplex. Es verfügte über einen Innenhof, der mit einer separaten Toranlage zur Hauptstraße hin gesichert war. Ein Katasterplan von 1825 lässt vermuten, dass das Grundstück des Allodiums (Nr. 137 im Plan) Richtung Süden bis zum Amtsknechthaus reichte. Unklar dabei ist, ob diese Einteilung erst nach 1749 vorgenommen wurde, als das Amtsknechthaus als Stall des Pfarrhofs genutzt wurde, oder ob dieser Grundstücksverlauf tatsächlich für das Allodium zutraf. Dabei wäre der alte Gerichtshof, der sich an dieser Stelle befand, als Teil dessen anzusehen.

#### Das Herrenhaus
Das Herrenhaus, später als altes Pfarrhaus bezeichnet, war ursprünglich ein Satteldachbau im Stil der Romanik, der sich traufseitig nahezu über die gesamte Länge parallel zur Hauptstraße bis zum heutigen Tor des Kindergartens hinzog. Dieses Tor war vermutlich mit einer eigenen Zugbrücke bewehrt. Das Gebäude wurde wahrscheinlich bereits um 1140 in Massivbauweise als ein Festes Haus errichtet, wohl zunächst noch ohne eine separate Zehntscheune, die vermutlich erst im 14. Jahrhundert hinzukam. Der herrschaftliche Charakter der Kemenate zeigt sich neben den beiden massiven Vollgeschossen auch am großen Kamin, der zentral im Südteil des Hauses lag. Nachdem das eigenständig bewehrte Allodium in der zweiten Hälfte des 14. Jahrhunderts in das Gesamtkonzept der ganzheitlichen Vorburg eingebunden worden war, wurde der westliche Teil der ursprünglichen Ringmauer des Allodiums nicht weiter benötigt. Sie scheint aber dennoch nicht abgetragen worden zu sein, denn sie diente teilweise wohl beim Bau der neuen Pfarrscheune 1755 als Rückwand gegen Westen. Der übrige Teil der Westmauer wurde erst bei Renovierungsarbeiten im Jahr 1982 abgetragen.
Ein sehr ähnliches Beispiel dieser Gebäudeart ist das Romanische Haus in Bad Kösen, welches auch in den Abmessungen dem Allodium in Cronheim sehr nahe kommt (Romanisches Haus Bad Kösen: 31 m lang und 11 m breit. Ursprüngliches Hauptgebäude Allodium Cronheim 29,1 m lang und 11,9 m breit).
Zum Herrenhaus, dem Vorgängergebäude des heutigen Pfarrhofs, zählen die Grundmauern im Erdgeschoss gegen Westen, Süden und Osten einschließlich der Mauer bis zum heutigen Kindergarten. Die Gesamtlänge dieser Mauer einschließlich der Ostwände des Backhauses und des Pfarrhauses dürfte die gesamte Länge des alten Herrenhauses nebst Stallungen widerspiegeln.

#### Die Zehntscheuer

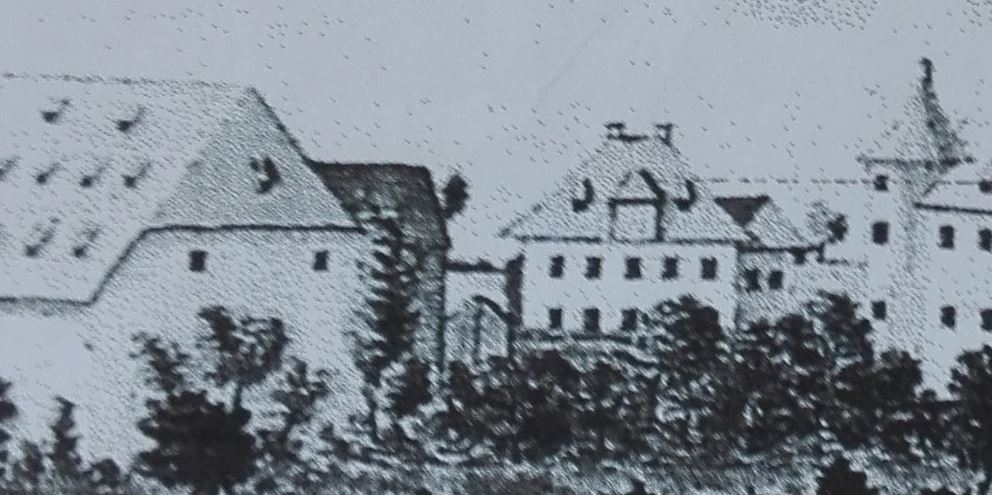
V. L. n. R. Zehntscheune, Pfarrscheune, Westtor (Allodium) Gotik?, Pfarrhaus, Schloss Cronheim, um 1803

Die gewaltige alte Zehntscheuer stand seitlich versetzt hinter der erst wesentlich später errichteten Pfarrscheune. Der Bau der Zehntscheune erfolgte nicht zeitgleich mit dem Bau des Herrenhauses. In einer Zeichnung, die um 1670 das Schloss Cronheim sowie die beiden Vorburgen zeigt, sind die Zufahrten zur Zehntscheune nur vom Schlosshof der Vorburg zugänglich, nicht jedoch vom Innenhof des Allodiums aus, zu dem die Scheune genau genommen gehörte. Dieser Innenhof war mit einem separaten Tor und einer Ringmauer bewehrt, wie das auf der Zeichnung ersichtlich ist. Ein giebelseitiges Tor der Scheune, welches zu diesem Innenhof geführt hätte, oder eine Tür fehlen hingegen vollständig. Ein innenhofseitiger Zugang wurde entweder zugemauert oder hat nie existiert. Daraus lässt sich schließen, dass die Zehntscheune mit den beiden Toren zum Schlosshof erst nach dem Allodium errichtet wurde, wohl zur Zeit als der Ausbau der Gesamtanlage als Vorburg des Schlosses erfolgte. Das rückt die Erbauungszeit des Hauptgebäudes noch vor die zweite Hälfte des 14. Jahrhunderts. Das würde auch die langgestreckte Bauform des Herrenhauses erklären, welches somit ursprünglich eine Doppelfunktion als Herrenhaus und Zehntscheune hatte. Darauf, dass das befestigte Allodium bereits bestand, als die Vorburg im 14. Jahrhundert mit einer erweiterten Ringmauer mit einer zusätzlichen Toranlage und einer Zugbrücke in Richtung Osten ausgebaut wurde, verweisen Berichte.
Nachdem sie 1633 zusammen mit dem Pfarrhaus bei Truppendurchmärschen im Dreißigjährigen Krieg teilweise niedergebrannt worden war, wurde sie noch vor dem Herrenhaus wieder aufgebaut. Aus Zeichnungen, welche die Anlage um 1661 zeigen, ist zu schließen, dass die Zehntscheune gegen Osten hin einen Vollgiebel besaß, gegen Westen hin jedoch abgewalmt war. Mit Ausnahme der Mauern im Erdgeschoss wurde das Gebäude 1906 abgebrochen. 1907 erwarb die katholische Kirche das Grundstück für 450 Mark um es fortan als Pfarrgarten zu verwenden. Von der alten Zehntscheune standen noch bis März 2019 die Mauern des Erdgeschosses samt Torzufahrt zum Schlosshof, die vom Kindergarten als Einfriedung des Gartens benutzt wurden. Die vollständige Abtragung war möglich, da die Reste der Zehntscheune nicht unter Denkmalschutz standen.

#### Die Ringmauer und Toranlage

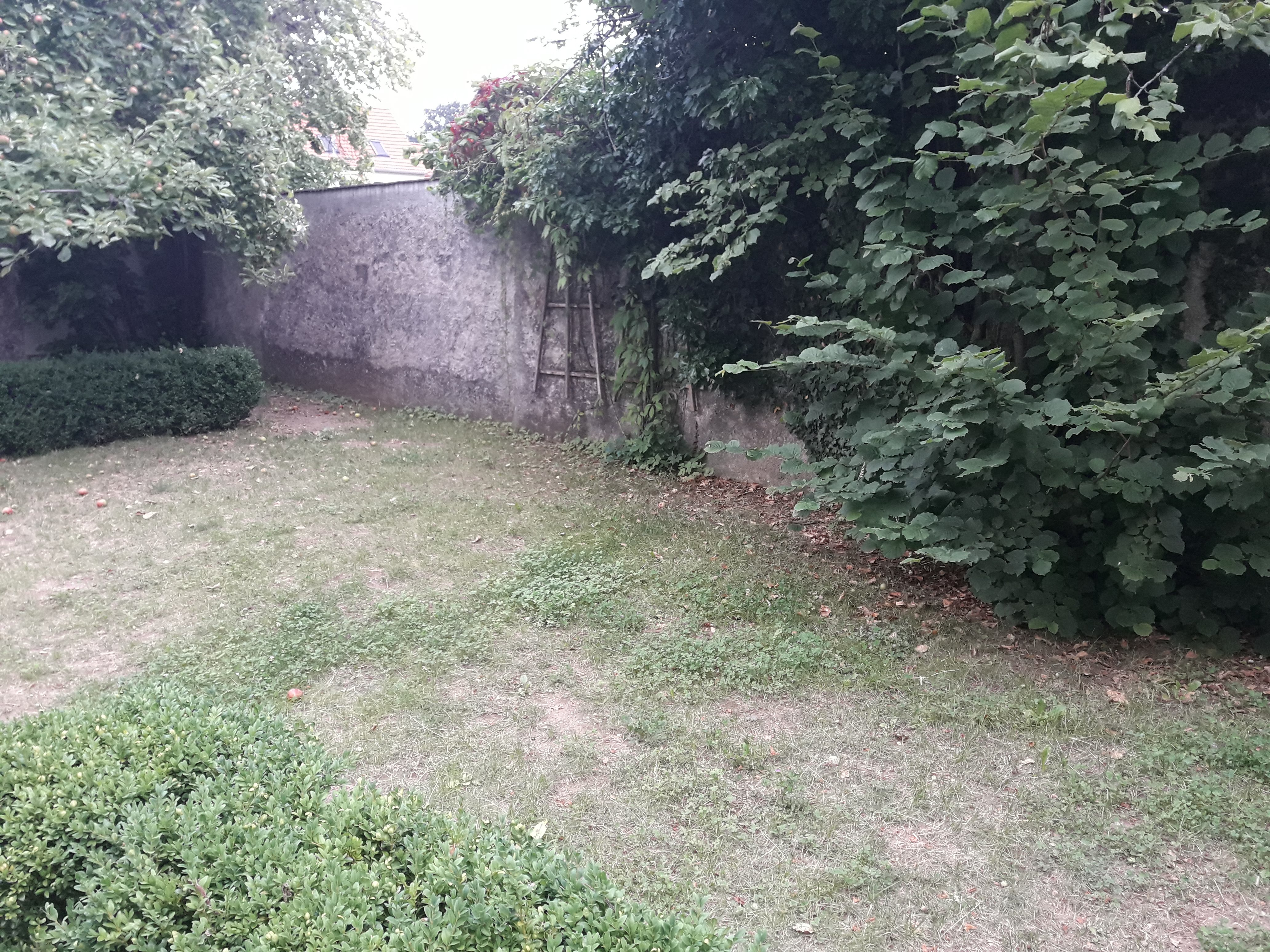
Ringmauer (Osten)

Die Ringmauer im Osten schloss sich direkt an das Herrenhaus an und steht noch heute komplett. Ob die Mauer zwischenzeitlich durch neues Mauerwerk ersetzt wurde oder ob es sich tatsächlich noch um die ursprüngliche Mauer handelt, ist nicht erforscht. So verhält sich das auch mit der Toranlage gegen Osten (heute Kindergartentor), deren ursprüngliche Rundbogenabdeckung nicht mehr vorhanden ist. Die Ringmauer im Westen ist nicht mehr vorhanden und wurde 1982 durch einen Holzzaun ersetzt. Darf man einer Zeichnung glauben schenken, die 1803 von der Schlossanlage von Westen angefertigt worden war, so war das Westtor des Allodiums möglicherweise im gotischen Stil errichtet.

### Der neue Pfarrhof
Der Pfarrhof bestand ursprünglich aus einem Gebäudekomplex, zu dem auch ein Stall, eine Scheune und ein Backhaus gehörten, von denen neben dem Hauptgebäude lediglich das Backhaus und Teile der ursprünglichen Umfassungsmauer erhalten blieben.

#### Das Pfarrhaus

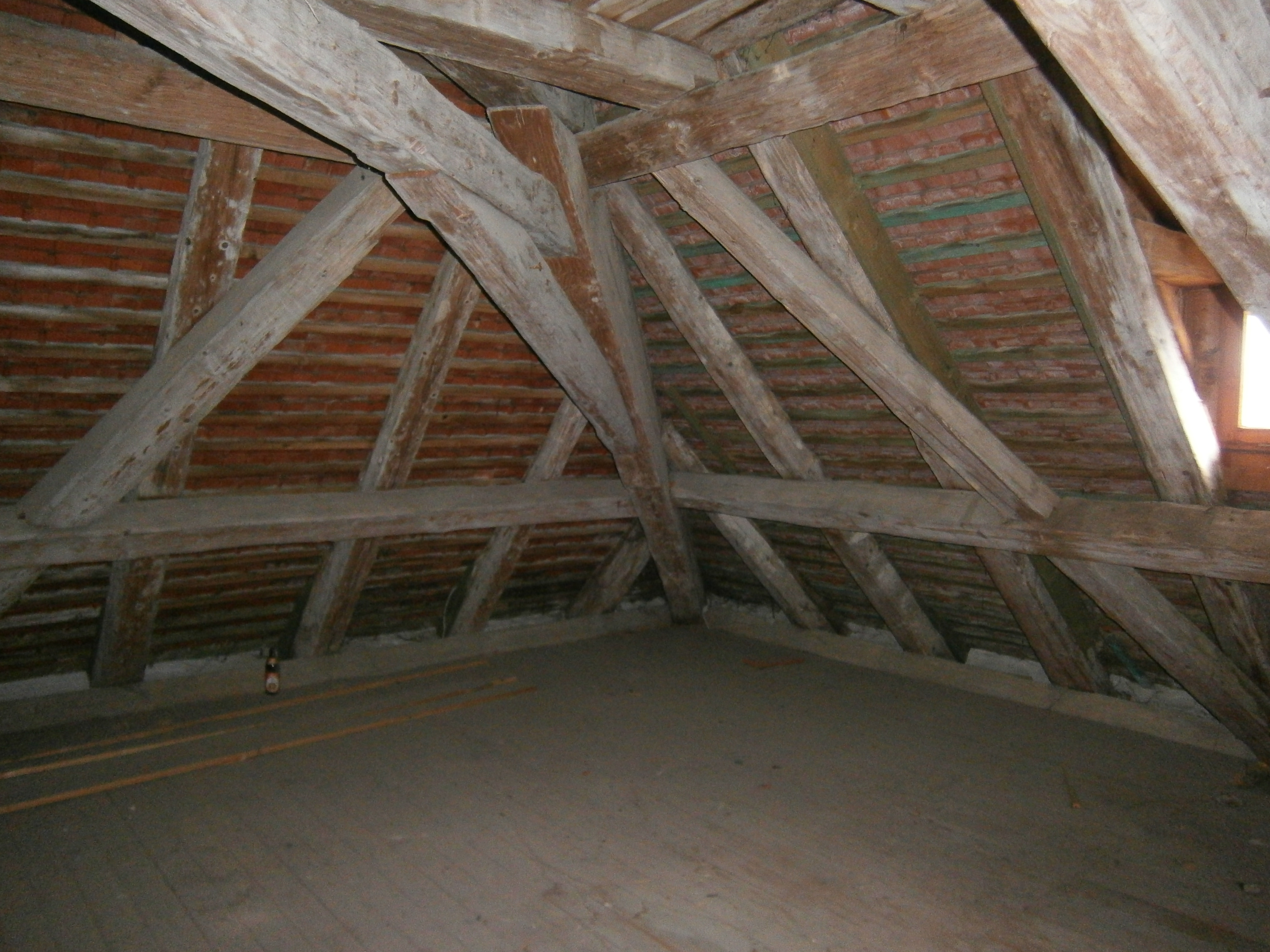
Barockes Walmdach des Pfarrhofs

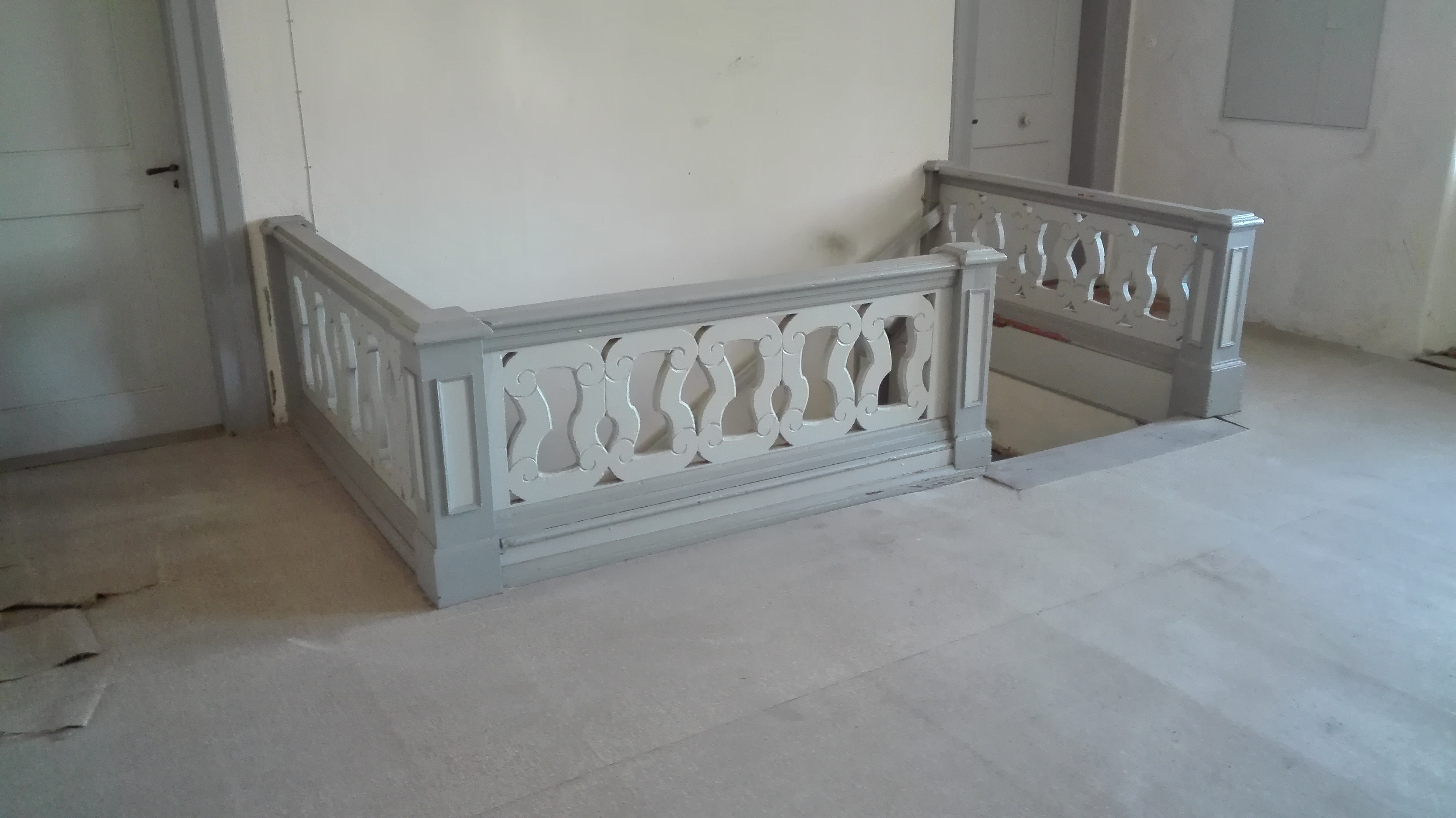
Barocktreppe

Das historische Pfarrhaus in Cronheim wurde 1749 unter Einbeziehung der Grundmauern des Herrenhauses der alten Burg Cronheim nach Plänen des Architekten und eichstättischen Bauamtsinspektors Matthias Seybold im Stil des Spätbarocks umgebaut.
Grabungsarbeiten, die im Zusammenhang mit den denkmalpflegerischen Untersuchungen 2009 an der dem Schlosshof zugewandten Seite ausgeführt wurden, ergaben, dass die Grundmauern dort wesentlich älter sind als das 1749 umgebaute Gebäude. Es wurde richtig vermutet, dass es sich dabei um Mauerwerk der alten Niederungsburg handelt, die ab der zweiten Hälfte des 14. Jahrhunderts einen Teil der Vorburg des Schlosses Cronheim bildete. Dies ist auch durch eine Zeichnung des Schlosses Cronheim von 1661 belegt, die sich im Diözesanarchiv Eichstätt befindet. Nach Ried sind neben der Pfarrhausgrundmauer im Nordwesten auch die Grundmauern im Südwesten und Südosten (inklusive der Mauer des alten Backhauses und der Holzlege) Teile des Vorgängergebäudes und damit Teil des alten Herrenhauses des Allodiums, an das sich südlich die Ringmauer und das Osttor der Vorburg anschlossen.
Beim Pfarrhaus handelt es sich um einen zweigeschossigen Walmdachbau, der teilweise mit einem sehr sorgfältig gearbeiteten kreuzförmigen Tonnengewölbe mit zylinderförmigen waagrechten Stichkappen beziehungsweise einer steigenden im Zugangsbereich unterkellert ist. Das Straßenniveau lag im 18. Jahrhundert rund 60 cm tiefer als heute, so dass eine Freitreppe zum Haupteingang führte, von der lediglich noch die oberste Stufe über das Straßenniveau herausragt. Das Dachwerk ist eine außerordentlich qualitätvolle barocke Zimmermannskonstruktion, die offenkundig aus der Erbauungszeit von 1749 stammt. Es handelt sich um ein allseitig abgewandtes Dach mit liegendem Stuhl und sorgfältig ausgebildeter Kehlbalkenkonstruktion. An der dem Schloss Cronheim zugewandten Westseite des Daches befand sich ursprünglich ein großer Aufzugsgiebel, der im Februar 1874 bei Ausbesserungsarbeiten am Dach beseitigt wurde. Dieses Zwerchhaus wurde im Zuge der Gesamtsanierung 2021 wieder hergestellt. Rechts und links neben dem Aufzugsgiebel befand sich je eine Schleppdachgaube. Auch diese wurden wohl bei den genannten Ausbesserungsarbeiten 1874 durch einfache Dachfenster ersetzt.
Auch historische Inneneinrichtungen wie Türstöcke und der größte Teil des Türbestands, Fußböden mit breiten Dielen und insbesondere die Treppe mit aufwändig gestalteten Treppenbalustern am Treppengeländer aus der Zeit des Spätbarocks blieben erhalten. Die Grundrissstruktur des Gebäudes ist weitgehend unverändert. Im Obergeschoss verbindet ein großzügig angelegtes Foyer die Räume. Die Räumlichkeiten des Dienstpersonals befanden sich in einem Mezzanin oberhalb des Gewölbekellers, wodurch die Raumhöhe in diesen Räumen lediglich knapp zwei Meter beträgt gegenüber einer Raumhöhe von etwa 2,90 Metern der übrigen Räume im Erdgeschoss. Einige Wände und Decken sind mit einfachen Schablonenmalereien jüngeren Datums versehen, die teilweise übermalt wurden. Die Fensternischen sind bis auf Fußbodenhöhe ausgeführt.

#### Das Backhaus

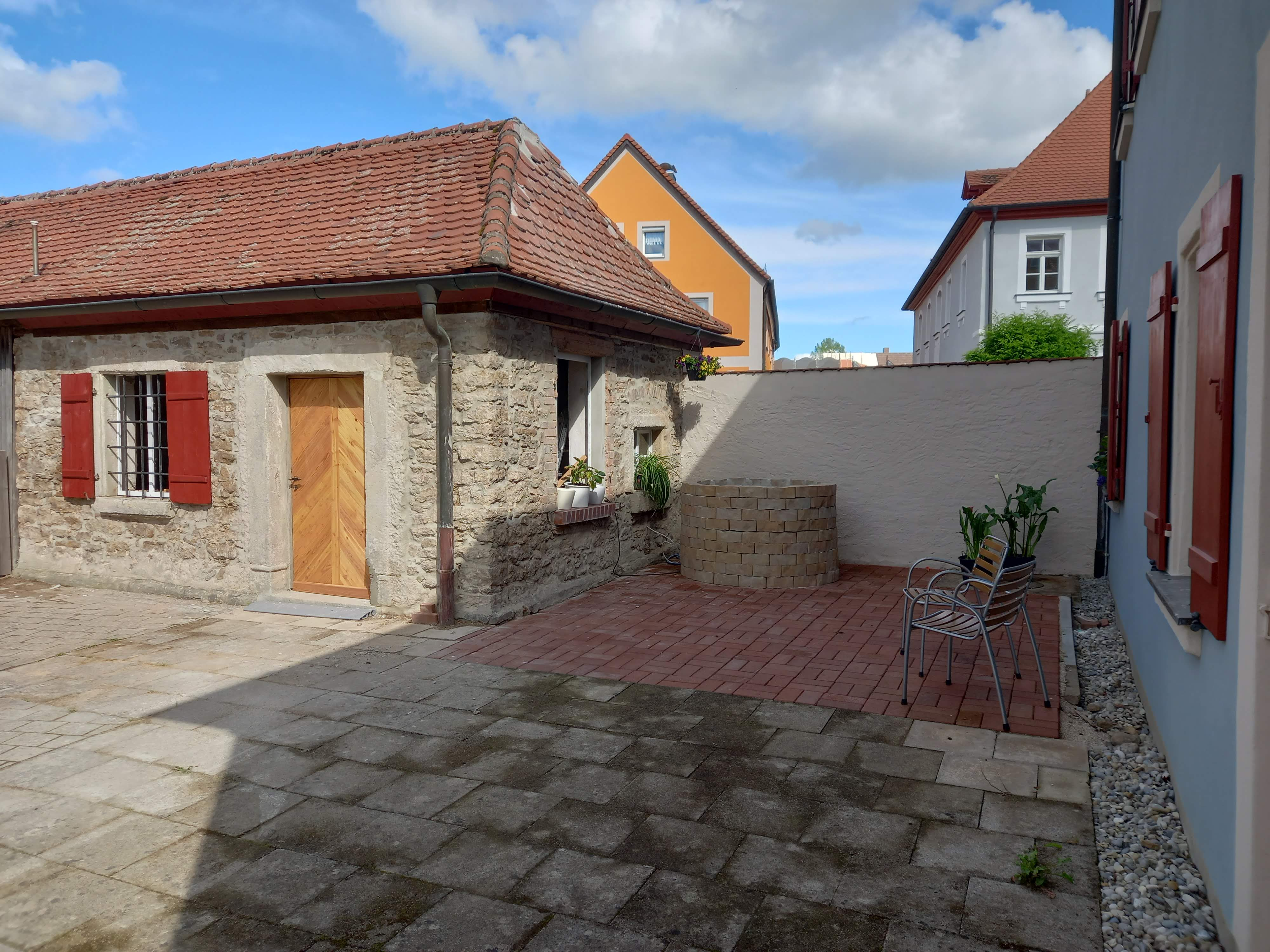
Backhaus und Brunnen

Wie es scheint, gelang Matthias Seybold auch mit dem Bau des Back- und Waschhauses eine minimalistische Lösung. Die Lage des Mauerwerks lässt vermuten, dass zumindest die Grundmauern der Zwischen- und Außenwände des Vorgängerbaus verwendet wurden. Diese trennten einst den Stall vom Wohnteil in Richtung Süden und von der Scheune in Richtung Norden. Die Mauer im Osten war die Außenwand des Allodiums. Für deren neuen Verwendungszweck mussten die Trennwände lediglich gekürzt und abgemauert werden. Ein hölzerner Schweinestall war nördlich an das Backhaus angebaut. Er wurde 1906 abgerissen und als Holzlege umgebaut.
Das Backhaus wurde zeitgleich mit dem Pfarrhaus 1749 errichtet. Aus der runden Form der Fundamente lässt sich ableiten, dass der vermutlich als Kuppelofen ausgeführte Backofen ursprünglich an der Stelle des späteren Kohlelagers stand. In diesem Bereich befindet sich noch der alte Ziegelboden. Der Kamin ist noch vorhanden, wurde jedoch kurz unter der Dachkante abgebrochen. Auch ein alter gemauerter Waschkessel befindet sich noch im Backhaus.

#### Die Pfarrscheune
Die in Massivbauweise ausgeführte Scheune, an deren Stelle sich heute überwiegend der Kindergarten befindet, wurde 1755 erbaut, als die Kapazität der vorhandenen Zehntscheune, die mit dem Vogt des Ritterguts geteilt werden musste, nicht mehr ausreichte, um die Abgaben der Untertanen zu lagern. Als Außenmauer zum Schlosshof im Westen diente teilweise die dort vermutete westliche Ringmauer des Allodiums. Die Scheune war im Gegensatz zum Pfarrhaus nicht mit einem Walm-, sondern mit einem Satteldach ausgestattet. Zum Innenhof, in Richtung Osten, befanden sich ein kleiner Kellerraum, der über eine Außentreppe erreichbar war, sowie eine Durchfahrt, die dazu diente, Wagen zu be- und entladen, ohne dass diese wenden mussten.

#### Der Stall
Als Stall wurde das ehemalige Amtsknechtshaus verwendet. Später wurde an dieser Stelle das Schulhaus gebaut. Bei der Werkstätte der AWO, die etwa um eine Gebäudebreite vom Amtsknechthaus weiter im Süden steht, handelt es sich um ein neueres Gebäude. Nach einer Zeichnung, die um 1670 entstand und das ausgebrannte Gebäude zeigt, trug das Amtsknechtshaus ein Satteldach in Ost-West-Richtung. In Richtung Westen war wohl ein Stall oder eine Scheune angebaut, deren Dach nach Westen abgewalmt war und nach Osten wohl auf dem Giebel des Wohnhauses auflag. Dieses Gebäude war ebenfalls ein Teil der östlichen Vorburg. Der Vorhof in Richtung Norden war einst der Gerichtshof des Rittergutes.

#### Brunnen
Der Pfarrhof verfügte über einen eigenen Brunnen, der sich neben dem Backhaus befand. Dieser Brunnen wurde nicht zeitgleich mit dem Pfarrhaus errichtet, denn erst im März 1754 beantragte der Pfarrer seinen Bau, „da er ansonsten sein Vieh zum Judenbrunnen treiben müsse, der dem Markgrafen unterstünde und ihm schon ohnedies Schwierigkeiten mache“. Dieser Brunnen wurde als Teil der Gesamtsanierung wieder aufgemauert.